# 本代
本代（Bende）是尼日利亞阿比亚州的一个地方政府区，行政中心位於本代社区。 根据2016年人口普查，本代當地的人口为192,621人。本代的經濟以农业為主，而且當地是阿比亚州的主要稻米产区。 